# Chick flick

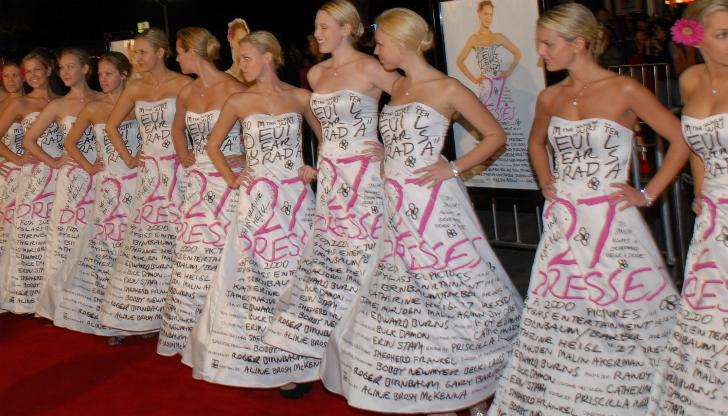
Lanzamiento chick-flick "27 Bodas".

Chick-flick es un término slang para un género cinematográfico principalmente relacionado con el amor y el romance, y diseñado para atraer a una audiencia principalmente femenina. Aunque muchas películas de este tipo pueden ser dirigidas hacia el género femenino, "chick-flick" normalmente se utiliza sólo cuando se habla de películas que son altamente emocionales, o que tratan sobre temas que están basados en las relaciones de las personas (aunque no necesariamente románticas, ya que muchos otros temas pueden estar presentes). Normalmente, durante el día de San Valentín, o cerca de esas fechas, son estrenadas muchas chick-flicks.

## Definiciones
En general, una "películas para chicas" es una película diseñada para tener un atractivo innato de la mujer, las mujeres generalmente jóvenes. Definición de las películas de una chica-flick es, como su New York Times ha declarado, más de un juego de salón que una ciencia.

## Historia
El concepto de las películas diseñadas para atraer específicamente a las mujeres ha existido desde los inicios del cine y ha sido conocido por otros en términos coloquiales, incluyendo "imágenes de las mujeres". Esas fueron panned general críticamente sobre su liberación. Como sea, las películas de mujeres como 1950s melodrama dirigida por Douglas Sirk

## Ejemplos
| - Love Story (1970) - An Officer and a Gentleman (1982) - La fuerza del cariño (1983) - Sixteen Candles (1984) - Dirty Dancing (1987) - Beaches (1988) - Earth Girls Are Easy (1988) - Working Girl (1988) - Steel Magnolias (1989) - When Harry Met Sally... (1989) - Pretty Woman (1990) - Ghost (1990) - Thelma & Louise (1991) - The Bodyguard (1992) | - Sleepless in Seattle (1993) - Practical Magic (1998) - Mad Love (1995) - Waiting to Exhale (1995) - The First Wives Club (1996) - My Best Friend’s Wedding (1997) - How Stella Got Her Groove Back (1998) - One True Thing (1998) - You've Got Mail (1998) - 10 Things I Hate About You (1999) - The Story of Us (1999) - Where The Heart Is (2000) - Bridget Jones's Diary (2001) - Legally Blonde (2001) | - El diario de la princesa (2001) - The notebook (2004) - The Sisterhood of the Traveling Pants (2005) - The Devil Wears Prada (2006) - The Lake House (2006) - Enchanted (2007) - Music and Lyrics (2007) - 27 Dresses (2007) - Sex and the City (2008) - Mean Girls (2004) - Clueless(1995) - Twilight (2008) - The Proposal (2009) - Sex and the City 2 (2010) |